# Zaburzenia odżywiania u chińskich kobiet
Zaburzenia odżywiania u chińskich kobiet – bulimia nervosa i anorexia nervosa są szeroko rozpowszechnione w krajach zachodnich, takich jak Stany Zjednoczone, ale ostatnie badania wykazały, że są wzrastającym zjawiskiem także w krajach azjatyckich, takich jak Chiny. Wpływa na to kilka czynników, m.in. chińska kultura i zjawisko westernizacji. Badacze rozpatrują te przyczyny, aby wiedzieć jak leczyć oba zaburzenia oraz im zapobiegać.

## Tło
Zaburzenia odżywiania, początkowo uważane za rozpowszechnione tylko w kulturach zachodnich, takich jak Stany Zjednoczone, występują obecnie także u chińskich kobiet. W przeszłości było to niespotykane zjawisko. Kształty ciał chińskich kobiet, w tym ich okrągłe i lekko pulchne twarze, były oznaką piękna i zdrowia. Niezadowolenie z wyglądu zewnętrznego i zaburzenia odżywiania, kiedyś niespotykane w Chinach, są teraz prawie tak powszechne jak w krajach zachodnich.

## Przyczyny

### Kulturowe
W Chinach wielu tradycjonalistów trzyma się kolektywistycznej tradycji kulturowej (albo konfucjanizmu). Uczą się funkcjonować raczej jako współzależna całość niż jako unikalne i niezależne jednostki. Ta zależność zaczyna się w rodzinie, gdzie narzucona zostaje hierarchia rodzic-dziecko, a dzieci są uczone bycia uległymi i posłusznymi. To może rodzić w dziecku uczucie buntu, a w rezultacie prowadzić do zaburzeń odżywiania u niektórych z nich. Dziecko pragnie mieć pewną kontrolę, ale nie chce okazywać rodzicom braku szacunku poprzez dążenie do niezależności. Dlatego ograniczanie jedzenia lub kompulsywne jedzenie i wywoływanie wymiotów są na swój sposób ich metodą okazywania własnej woli.
Kilka badań potwierdziło, że kulturowe czynniki skutkujące buntem były przyczyną zaburzeń odżywiania. Ulrike Schmidt, profesor zajmująca się zaburzeniami odżywiania, przestudiowała trzy przypadki pacjentów chińskiego pochodzenia, którzy odżywiali się kompulsywnie i wywoływali wymioty. Pierwsza osoba, pacjentka A, dorastała w Anglii. Kiedy była nastolatką, rodzice oczekiwali od niej pomocy przy prowadzeniu biznesu, jako że nie mówili biegle go angielsku. Oprócz tego oddawała im ona większość swoich zarobków i oczekiwano od niej uczestniczenia w życiu rodzinnym. Dr Schmidt odkryła, że symptomy bulimii pacjentki A zaistniały, ponieważ szukała ona niezależności, a jednocześnie chciała pozostać posłuszna rodzicom. Ten wniosek potwierdza tezę, że lojalność i niezależność wchodzą ze sobą w konflikt, który prowadzi do zaburzeń odżywiania.
Co więcej, Dr Schmidt doszła do wniosku, że matka pacjentki A opiekowała się nią, kiedy ta zaczęła tracić na wadze. W rezultacie, pacjentka A wykorzystała to by zrekompensować sobie braki z dzieciństwa. Ta zależność pomiędzy sprzecznymi uczuciami związanymi z dorastaniem a chęcią pozostania młodym, jest drugą badaną przyczyną pojawiania się zaburzeń odżywiania wśród młodych chińskich kobiet. Joyce L. C. przeprowadziła badania w Shenzhen i doniosła, że niektóre chińskie kobiety zmagają się z dorastaniem, więc traktują zaburzenia odżywienia jako sposób na kontrolę. Jedna z badanych dziewczyn opowiedziała o swoich uczuciach:

Lubię być małą dziewczynką. Będąc dorosłym musisz troszczyć się o uczucia innych ludzi i wchodzi w relacje z innymi. Oni zazwyczaj mnie zawodzą. Spotkałam dwóch starszych uczniów w college’u i wydawało się, że na początku traktowali mnie dobrze. Jednak, nagle stali się bardzo nieżyczliwi i wrodzy w stosunku do mnie. Poczułam się zdradzona. Chowałam się w swoim pokoju, jedynym miejscu gdzie czułam się bezpieczna. Ulegałam pokusie kompulsywnego jedzenia i wymiotowałam. Nie chcę być znowu przez nich skrzywdzona”.

Ona traktowała bulimię jako sposób na schowanie się przez rzeczywistością i pofolgowanie sobie. Ze względu na normy społeczne obowiązujące w Chinach, uwidacznia się to, że niektóre kobiety traktują zaburzenia odżywiania jako drogę ucieczki od stresu i zmartwień.

### Westernizacja
Zaburzenia odżywiania w Chinach były traktowane głównie jako wynik westernizacji miast poprzez mass media. Zachodnie media gloryfikują szczupłe, piękne kobiety. Te nierealistyczne standardy skłaniają kobiety do tego, aby traciły na wadze poprzez diety, ćwiczenia i razie potrzeby, także operacje plastyczne. Wzorce te prowadzą do niezadowolenia z ciała, a w końcowym rezultacie do zaburzeń odżywiania.
Wielu badaczy zajmowało się westernizacją jako przyczyną zaburzeń odżywiania wśród chińskich kobiet i jest to jedna z głównych przyjmowanych obecnie teorii. Lee i Lee w badaniach nad różnymi poziomami społeczno-ekonomicznego rozwoju w trzech chińskich wspólnotach, porównali skłonność do zaburzeń odżywiania wśród dziewczyn w szkole średniej. Odkryli oni, że osoby płci żeńskiej w miastach o wyższych dochodach, chociaż były szczuplejsze niż te w mniej nowoczesnych miastach, pragnęły niższego wskaźnika masy ciała (BMI), wykazywały większy poziom niezadowolenia z ciała i ogólnie miały więcej symptomów związanych z czynnikami ryzyka dla zaburzeń odżywiania. Z tych badań wynika, że westernizacja jest prawdopodobnie przyczyną zwiększonego występowania zaburzeń odżywiania. Niektóre badania sugerują jednak inne czynniki wpływające na wzrost tego zjawiska wśród chińskich kobiet. Zachodnie media mogą być więc jedną z przyczyn, ale niekoniecznie tą pierwszorzędną.

„Mały tłuścioch” był kiedyś pieszczotliwym epitetem dla dzieci w Chinach. Obecnie popularne jest odchudzanie i ideałem jest to, co szczupłe.

### Zmiany społeczne
Kolejnym czynnikiem, który odkryli naukowcy i który może przyczyniać się do zwiększenia zaburzeń odżywiania wśród chińskich kobiet są społeczno-kulturowe czynniki, które obejmują: role związane z płcią, możliwości ekonomiczne, wartości religijne i kulturowe uprzedmiotowienie kobiet. Kiedy pojawia się destrukcyjna zmiana społeczna, jest większe prawdopodobieństwo wystąpienia zaburzenia odżywiania właśnie u kobiet. Naomi Wolf miała to na myśli mówiąc: „Im więcej prawnych i materialnych przeciwności pokonały kobiety, tym bardziej surowo, poważniej i okrutniej obciążyły nas ideały kobiecego piękna”. Podczas gdy kobiety szukają równości, pojawia się skrajność w rozumieniu idealnego kształtu ciała.
To było obserwowane w wielu przypadkach w historii kultur zachodnich i niezachodnich. Na przykład w Ameryce w latach 20 i 70 XX wieku, kiedy rola kobiet najbardziej uległa przemianie, „modelki w amerykańskich magazynach były najbardziej smukłe i najmniej kształtne”. Badania wykazały, że w opozycji do kultury zachodniej, kobiety koreańskie od czasu ekonomicznych, społecznych i politycznych zmian w latach 1980–2000, są bardziej rozczarowane swoimi ciałami. W innym badaniu, Jaehee Jung i Gordon B. Forbes odkryli, że pośród studentek uniwersytetów z Korei i Stanów Zjednoczonych, u Koreanek występowało większe ryzyko wystąpienia zaburzeń odżywiania niż u Amerykanek. Badacze doszli do wniosku, że powodem tego były ówczesne zmiany społeczne dotyczące kobiet w Korei. Ponieważ obie grupy kobiet miały taki sam dostęp do zachodnich mediów, ta teoria konkuruje z teorią westernizacji jako przyczyną większej liczby zaburzeń odżywiania.

## Leczenie
Wiele osób ma trudności z szukaniem leczenia w Chinach, ponieważ przyjmowanie pomocy od terapeuty jest postrzegane jako piętno na godności leczonej osoby. Wynika to z myślenia, że jeżeli dana osoba potrzebuje pomocy, to dlatego, iż sama nie umie sobie pomóc i jest to hańbiące. Dlatego docieranie do tych, który mają zaburzenia odżywiania, może być trudne. Co więcej, większości pacjentów z tego rodzaju symptomami początkowo trudno znaleźć motywację, aby przezwyciężyć swoje zaburzenia, ponieważ nie są pewni czy chcą się zmienić. Jednocześnie są świadomi tego, że muszą, bo to pomoże im w życiu. Terapeuta zaczynający leczyć nowego pacjenta musi dopilnować, aby nawiązać z nim kontakt i stworzyć profesjonalną, ale pomocną więź terapeuta-klient, ponieważ to właśnie pomoże pacjentowi.

### Terapia rodzinna
Popularną metodą pomocy dla osób z zaburzeniami odżywiania jest zaangażowanie rodziny. Badacze odkryli, że w zachodnich krajach, np. w Anglii, terapia rodzinna była użyteczna i efektywna. Jednakże w Chinach, ze względu na różnice kulturowe, niektórzy nieletni pacjenci odmawiają pomocy i nie ufają terapeucie, ponieważ traktują terapię jako kolejny sposób na kontrolowanie ich przez rodziców. W case study przeprowadzonym przez Joyce L. C. Ma, leczyła ona 17-letnią dziewczynę, która nie akceptowała jej pomocy. Dziewczyna powiedziała:
„To spotkania mojego ojca, nie moje. To mój ojciec ma problem, a nie ja. On zaaranżował wszystko dla mnie. Zrobił za dużo. Mam dosyć jego wtrącania się w moje życie. Wiedziałam, że te sesje też były umówione przez niego. Nie chcę być więcej do jego dyspozycji, dlatego odmawiam spotkania z Tobą.” Aby pacjent był gotowy przyjąć pomoc, terapeuta musi najpierw stworzyć z nim więź, a wtedy on może wyrazić swoje potrzeby i przyczyny swojego zaburzenia.
Terapia rodzinna w Chinach okazała się skuteczna, ponieważ rodziny mogą rozmawiać o problemach w swoim gronie. To w rezultacie wzmacnia pacjenta i stwarza podstawy na których mogą się opierać. Stworzenie tego rodzaju terapeutycznej więzi jest jednak trudne dla niektórych Chińczyków ze względu na ich kolektywną kulturę, w której dzieci boją się powiedzieć coś przeciwko swoich rodzicom, aby nie przynieść im wstydu. Gdy terapeucie uda się przez to przejść, wyleczenie zaburzeń odżywiania będzie o wiele łatwiejsze niż podczas indywidualnej terapii